# Cavad Ağayev
Cavad Ağayev (también escrito como Javad Aghayev; 15 de enero de 2002) es un deportista azerbaiyano que compite en taekwondo.
Ganó una medalla de bronce en el Campeonato Mundial de Taekwondo de 2022 y una medalla de bronce en el Campeonato Europeo de Taekwondo de 2024.

## Palmarés internacional
| Campeonato Mundial | Campeonato Mundial   | Campeonato Mundial | Campeonato Mundial |
| Año                | Lugar                | Medalla            | Categoría          |
| ------------------ | -------------------- | ------------------ | ------------------ |
| 2022               | Guadalajara (México) | Medalla de bronce  | –68 kg             |
| Campeonato Europeo |                      |                    |                    |
| Año                | Lugar                | Medalla            | Categoría          |
| 2024               | Belgrado (Serbia)    | Medalla de bronce  | –74 kg             |